# Limnotilapia dardennii
Limnotilapia dardennii es una especie de peces de la familia Cichlidae en el orden de los Perciformes.

## Morfología
Los machos pueden llegar alcanzar los 26 cm de longitud total.

## Alimentación
Es omnívoro, aunque, principalmente, vegetariano: come fitoplancton,  algas y otra  plantas.

## Depredadores
Es depredado por Perissodus microlepis y Plecodus straeleni.

## Hábitat
Vive en zonas de clima tropical  entre 23 °C-26 °C° de temperatura.

## Distribución geográfica
Se encuentran en África: es una especie  endémica del lago Tanganika.